# Philipp Pflüger von Lindenfels
Philipp svobodný pán Pflüger von Lindenfels (23. října 1761 Trutnov – 25. června 1837 Štýrský Hradec) byl rakouský generál. Od mládí sloužil jako nižší důstojník u dělostřelectva a pěchoty, v závěru napoleonských válek získal prestižní Řád Marie Terezie (1814). V roce 1825 byl povýšen do stavu svobodných pánů a v armádě dosáhl hodnosti polního podmaršála (1828). Před odchodem do penze byl velitelem pevnosti v Komárně (1830–1832).

## Životopis

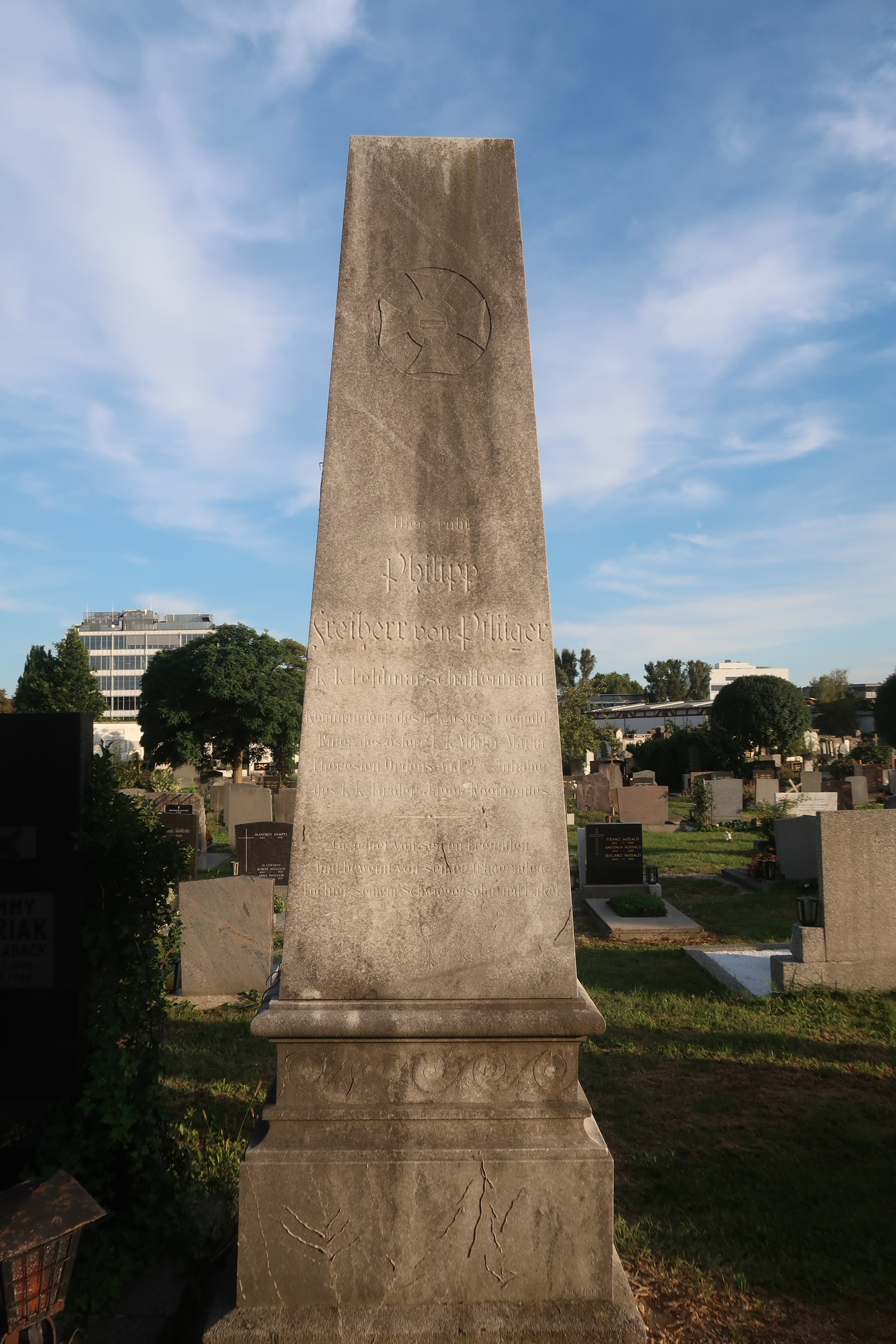
Hrob Philippa Pflügera na hřbitově St Peter ve Štýrském Hradci

Narodil se v Trutnově jako syn důstojníka Andrease Pflügera povýšeného v roce 1772 do šlechtického stavu. Studoval na Tereziánské vojenské akademii ve Vídeňském Novém Městě a v roce 1781 vstoupil do armády jako kadet k dělostřelectvu. Vyznamenal se ve válce s Turky, v roce 1788 získal hodnost poručíka a již v roce 1790 byl kapitánem. Později bojoval ve válkách s revoluční Francií a vynikl v roce 1797 v Itálii, kdy obdržel osobní pochvalu od arcivévody Karla. V roce 1801 byl povýšen na majora, přešel k pěchotě a po míru v Lunéville sloužil u 1. pěšího pluku v Prostějově. S touto jednotkou se zapojil do další války s Francií (1805). Ve válce páté koalice bojoval již jako podplukovník a velitel praporu. Po bitvě u Aspern byl povýšen na plukovníka (1809) a v letech 1809–1813 byl velitelem 29. pěšího pluku v Brně.
V roce 1813 byl povýšen do hodnosti generálmajora a jako velitel brigády byl zařazen do sboru generála Gyulaie. Vynikl v bitvě u Brienne (1814) a v době Stodenního císařství bojoval znovu v Itálii (1815). V letech 1815–1820 zastával post zemského velitele v Korutansku se sídlem v Klagenfurtu, v následujících letech byl velitelem brigády v Prešpurku. K datu 9. března 1828 dosáhl hodnosti polního podmaršála a stal se velitelem divize v Košicích. Svou kariéru završil jako velitel pevnosti v Komárně (1830–1832). V dubnu 1832 byl ve věku sedmdesáti let penzionován.
Poslední léta života strávil ve Štýrském Hradci, kde také zemřel a je pohřben na hřbitově St Peter Friedhof. 

## Tituly a ocenění
Od otcovy nobilitace v roce 1772 užíval prostý šlechtický titul s predikátem Edler von Lindenfels. Za zásluhy v bitvě u Brienne získal v roce 1814 rytířský kříž Řádu Marie Terezie a v roce 1815 obdržel komandérský kříž Leopoldova řádu. Od roku 1824 byl čestným majitelem pluku tyrolských myslivců. V roce 1825 byl povýšen do stavu svobodných pánů. 